# Звёздные войны: Последние джедаи (саундтрек)
Звёздные войны: Последние джедаи (саундтрек) (англ. Star Wars: The Last Jedi – Original Motion Picture Soundtrack) — является музыкой к фильму 2017 года с одноимённым названием, написанной и продирижированной Джоном Уильямсом. Альбом был выпущен Walt Disney Records 15 декабря 2017 года на компакт-диске диджипак, компакт-диске Jewel case, в цифровых форматах и в потоковых сервисах.

## Обзор
В июле 2013 года Кэтлин Кеннеди объявила на Star Wars Celebration Europe, что Джон Уильямс вернется, чтобы сочинить музыку для трилогии сиквелов «Звёздных войн». Уильямс подтвердил свое назначение на «Последних джедаев» на концерте в Танглвуде в августе 2016 года, заявив, что он начнет запись музыки «время от времени» в декабре 2016 года до марта или апреля 2017 года. 21 февраля 2017 года было подтверждено, что запись ведется, и сессии дирижируют как Уильямс, так и Уильям Росс. Вместо традиционной зрительной сессии с режиссёром Райаном Джонсоном Уильямсу был предоставлен временный трек музыки из его предыдущих партитур в качестве ориентира для музыки «Последнего джедая»

## Трэк лист
Музыка вводит несколько новых тем, которые переплетаются на протяжении всего фильма, в том числе личности персонажа Роуз Тико, взаимодействия между Рей и Люком Скайуокером на острове Ак-То и отчаянное бегство Сопротивления из Первого Ордена.
Партитура также повторяет многочисленные темы и мотивы, представленные в «Пробуждении Силы», в том числе для персонажей Рей, Кайло Рена, По Дэмерона и Сноука, а также «March of the Resistance». Темы, представленные в оригинальной трилогии, также возвращаются, в том числе «Luke’s Theme», «Leia’s Theme», «The Rebel Fanfare», the «Force Theme» и небольшая цитата «Death Star motif» из «Новой надежды»; «Yoda’s Theme», «Имперский марш», и «Han Solo and the Princess» из «Империи наносит ответный удар»; «Luke and Leia» и «The Emperor’s Theme» из «Возвращения джедая», и приквелов «Звёздных войн». Отрывки из реплики «TIE Fighter Attack», впервые услышанной в «Новой надежде» и переизданной для «Возвращения джедая», также включены. «The Emperor’s Theme» является единственной возвращающейся темой, которая не будет включена в официальную презентацию саундтрека (позже она стала доступна через цифровую «только музыка» версию фильма); это происходит в фильме, когда Сноук мучает Рей для информации.
В музыке кратко цитируется «Aquarela do Brasil» Ари Баррозу в треке «Canto Bight» в качестве ссылки на фильм Терри Гиллиама 1985 года «Бразилия». Она также содержит краткую цитату из собственной темы Уильямса из «Долгое прощание» (в соавторстве с Джонни Мерсером) во время побега Финна и Роуз, хотя она не была включена в официальный релиз саундтрека.
13 марта цифровая версия «Последних джедаев» вышла с эксклюзивной «только для музыки» версией фильма, в которой представлена полная музыка фильма без каких-либо диалогов или звуковых эффектов, которые могли бы помешать. Полная партитура содержит музыку из каждой сцены фильма и более 70 минут ранее не выпущенной музыки. Тем не менее, презентация фильма в значительной степени отредактирована и не всегда отражает первоначальную форму композиций Уильямса.
Слова и музыка всех песен — написана Джоном Уильямсом.
| №                   | Название                                                             | Длительность |
| ------------------- | -------------------------------------------------------------------- | ------------ |
| 1.                  | «Main Title and Escape»                                              | 7:25         |
| 2.                  | «Ahch-To Island»                                                     | 4:22         |
| 3.                  | «Revisiting Snoke»                                                   | 3:28         |
| 4.                  | «The Supremacy»                                                      | 4:00         |
| 5.                  | «Fun with Finn and Rose»                                             | 2:33         |
| 6.                  | «Old Friends»                                                        | 4:28         |
| 7.                  | «The Rebellion Is Reborn»                                            | 3:59         |
| 8.                  | «Lesson One»                                                         | 2:09         |
| 9.                  | «Canto Bight» (Включает отрывок из «Aquarela do Brasil» Ари Баррозу) | 2:37         |
| 10.                 | «Who Are You?»                                                       | 3:04         |
| 11.                 | «The Fathiers»                                                       | 2:42         |
| 12.                 | «The Cave»                                                           | 2:59         |
| 13.                 | «The Sacred Jedi Texts»                                              | 3:32         |
| 14.                 | «A New Alliance»                                                     | 3:13         |
| 15.                 | «Chrome Dome»                                                        | 2:01         |
| 16.                 | «The Battle of Crait»                                                | 6:47         |
| 17.                 | «The Spark»                                                          | 3:35         |
| 18.                 | «The Last Jedi»                                                      | 3:03         |
| 19.                 | «Peace and Purpose»                                                  | 3:06         |
| 20.                 | «Finale»                                                             | 8:28         |
| Общая длительность: | Общая длительность:                                                  | 77:31        |

## Чарты
| Чарты (2017-18)                          | Высшая позиция |
| ---------------------------------------- | -------------- |
| Австралия (ARIA)                         | 54             |
| Австрия (Ö3 Austria)                     | 52             |
| Бельгия/Фландрия (Ultratop)              | 37             |
| Бельгия/Валлония (Ultratop)              | 72             |
| Канада (Canadian Albums Chart)           | 22             |
| Нидерланды (Album Top 100)               | 44             |
| Германия (Offizielle Top 100)            | 33             |
| Венгрия (MAHASZ)                         | 31             |
| Новая Зеландия (Heatseeker Albums, RMNZ) | 4              |
| Шотландия (Scottish Albums Chart)        | 41             |
| Испания (PROMUSICAE)                     | 19             |
| Швейцария (Schweizer Hitparade)          | 39             |
| Великобритания (UK Albums Chart)         | 39             |
| США (Billboard 200)                      | 12             |